# جيري أدير
جيري أدير (بالإنجليزية: Jerry Adair) هو لاعب كرة قاعدة أمريكي، ولد في 17 ديسمبر 1936 في ساند سبرينغ في الولايات المتحدة، وتوفي في 31 مايو 1987 في تلسا في الولايات المتحدة بسبب سرطان الكبد.

## وصلات خارجية
- جيري أدير على موقع الدوري الياباني لكرة القاعدة (الإنجليزية)
- جيري أدير على موقعبيزبول رفرنس.كوم (الدوري الرئيسي) (الإنجليزية)
- جيري أدير على موقعبيزبول رفرنس.كوم (الدوري الثانوي) (الإنجليزية)
- جيري أدير على موقع جمعية أبحاث البيسبول الأمريكية (الإنجليزية)
- جيري أدير على موقع مشجعي الرسوم البيانية (الإنجليزية)
- جيري أدير على موقع كلية كرة السلة في سبورتس رفرنس.كوم (الإنجليزية)